# Лучера
Лучера (итал. Lucera) је насеље у Италији у округу Фођа, региону Апулија.
Према процени из 2011. у насељу је живело 32222 становника. Насеље се налази на надморској висини од 217 м.

## Становништво
Према резултатима пописа становништва 2011. у општини је живело 34.333 становника.
| 1951.  | 1961.  | 1971.  | 1981.  | 1991.  | 2001.  | 2011.  |
| ------ | ------ | ------ | ------ | ------ | ------ | ------ |
| 25.829 | 28.409 | 31.314 | 32.795 | 35.615 | 35.162 | 34.333 |

## Партнерски градови
- Јези
- Алтамура
- Сан Чипирело
- Трогир